# カンポ・グランデ国際空港
カンポ・グランデ国際空港（葡: Aeroporto Internacional de Campo Grande、英: Campo Grande International Airport）は、ブラジル連邦共和国のカンポ・グランデに位置する空港である。空港のある地域の名前をとってアントニオ・ジョアン空港とも呼ばれる。一部の空港施設は、ブラジル空軍のカンポ・グランデ空軍基地と共有している。

## 歴史
カンポ・グランデ国際空港は、1930年代に軍の飛行場として運用が開始し、1953年には商業便の運航が始まった。旅客用のターミナルは1964年に完成した。このターミナルは拡張工事が1980年代に行われ、面積は1500㎡から6082㎡に拡大した。

## 就航路線
| 航空会社             | 就航地                                                                     |
| -------------------- | -------------------------------------------------------------------------- |
| アズールブラジル航空 | カンピーナス、コルンバ、クイアバ、クリチバ                                 |
| ゴル航空             | リオ・デ・ジャネイロ、サンパウロ/コンゴーニャス、サンパウロ/グアルーリョス |
| LATAM ブラジル       | ブラジリア、、サンパウロ/コンゴーニャス、サンパウロ/グアルーリョス         |